# Evangelische Kirche (Balatonboglár)

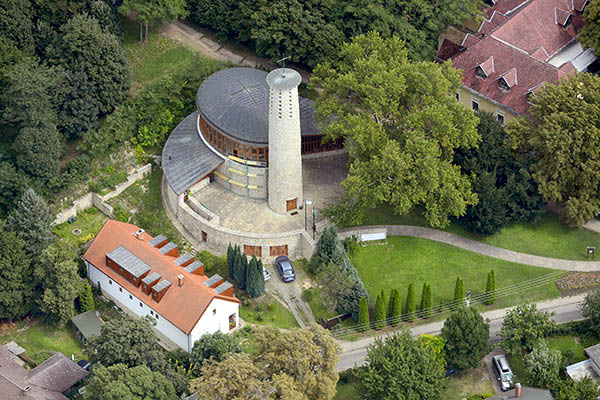
Gesamtansicht

Die Evangelisch-lutherische Kirche von Balatonboglár liegt im Komitat Somogy und gehört zu den modernsten Kirchen ihrer Art in Ungarn.

## Geschichte

### Historischer Hintergrund
Die Lutheraner in Ungarn sind auch heute noch mit etwa 180.000 Mitgliedern (ein Anteil von etwa 2 % der ungarischen Gesamtbevölkerung) in einer ausgesprochenen Diaspora-Situation (nach der Zählung von 2017). Sie sind in etwa 300 Gemeinden in der Evangelisch-Lutherischen Kirche in Ungarn (ELKU) organisiert.
Auch am Südufer des Balaton lebten in der Vergangenheit außerordentlich wenige Lutheraner, die zerstreut in den verschiedenen Ortschaften der Umgebung wohnten. Bis zum Jahre 1938 wurden diese Menschen von der evangelischen Diaspora-Gemeinde in Kötcse betreut. 1939 wurde der Missionsdistrikt Süd-Balaton in dem drei Städte und 10 Dorfgemeinschaften vereint waren gegründet. Die Gottesdienste wurde in dieser Zeit in der 1756 erbauten „Roten Kapelle“ in Balatonboglár abgehalten. Zwischen 1947 und 1950 gab es infolge der politischen Situation (Herrschaft der kommunistischen Diktatur in Ungarn) keine Gottesdienste in dieser Gegend. Die „Rote Kapelle“ wurde 1962 verstaatlicht, deshalb durften die Lutheraner die Reformierte Kirche (‚Calvinisten‘) nutzen.

### Bau der neuen Kirche
Erst nach der politischen Wende bot sich die Möglichkeit, endlich eine eigene evangelisch-lutherische Kirche in Balatonboglár zu errichten. Für den Bau wurden in vielen Gemeinden Ungarns Spenden gesammelt; einen wesentlichen Beitrag leistete das Gustav-Adolf-Werk. Anfang der 1990er Jahre erfolgte ein Architektenwettbewerb, den der ungarische Architekt Tamás Nagy (* 4. Juni 1951 in Csorna, † 2. Juli 2020 in Budapest) gewann. Die Planungsarbeiten wurden im Jahre 1994 fertig. Mit den Bauarbeiten begann man im Jahre 1995. Bleibende Verdienste um den Bau erwarb sich der damalige lutherische Pfarrer István Madarász, der selbst nach seiner Pensionierung die Bauaufsicht über den Kirchenneubau innehatte. Die Bauarbeiten waren 1999 abgeschlossen; am Pfarrhaus wurden die Bauarbeiten im Jahre 2000 beendet. Die Einweihung der Kirche erfolgte am 22. Mai 1999 durch Bischof Béla Harmati.

### Architektonische Gestaltung
Die Kirche wurde am Ortsrand von Balatonboglár, am Fuße des 60 m hohen Boglarer ‚Schlossberges‘ (mit kugelförmigen Aussichtsturm als Wahrzeichen), welcher ein Naturschutzgebiet ist, errichtet. Es wurden ausschließlich Naturmaterialien, wie Natur-Bruchstein und Holz verwendet. Die Kirche wurde als Rotunde gebaut und auch der 32 Meter hohe runde Kirchturm erinnert an einen Leuchtturm. Der Charakter des Kircheninneren wird im oberen Teil durch Fenster dominiert die einen Blick auf die Bäume des Naturschutzgebietes ermöglichen. Und so wird der sakrale Raum gleichzeitig ein Teil der von Gott geschaffenen Natur.
Die Einrichtung besteht aus warmen hellen Holz und der Raum wird von einer riesigen Holzkuppel aus dem gleichen Material überdeckt. Der Altar wurde – ähnlich wie gegenwärtig auch in katholischen Kirchen – zu den Gläubigen hin konzipiert, so dass der Pfarrer während der Liturgie hinter dem Altar (mit dem Gesicht der Gemeinde zugewandt) steht. Hinter dem Altar ist ein riesiges modernes Kreuz angebracht. Die – ebenfalls aus hellem Holz konzipierten – Bänke bieten für 70 Personen Platz.
Über den Eingang befindet sich eine kleine Empore, auf welcher im Jahre 2001 von der Firma Friedrich Paulus, Budaörs, eine kleine Orgel (1 Manual, 4 Register) eingebaut wurde. Die Orgel war ein Geschenk der Evangelisch-Lutherischen Kirche in Ungarn. Im Kirchturm befinden sich zwei Glocken (400 kg und 250 kg).

### Bedeutung
Der neue Kirchenbau gehört zweifellos zu den geglücktesten modernen Kirchenbauten in Ungarn.
Da sich die Diaspora-Situation dieser Gegend auch in der Gegenwart nicht verändert hat, kann die Kirchengemeinde von Balatonboglár mit ihrem modernen Kirchenbau als Zentrum der Lutheraner dieser Gegend betrachtet werden. Von Balatonboglár aus werden auch die umliegenden Gemeinden Balatonszemes, Fonyód, Hács, Somogyvámos und im Sommer auch Baladtonfenyves seelsorgerisch betreut.

## Galerie

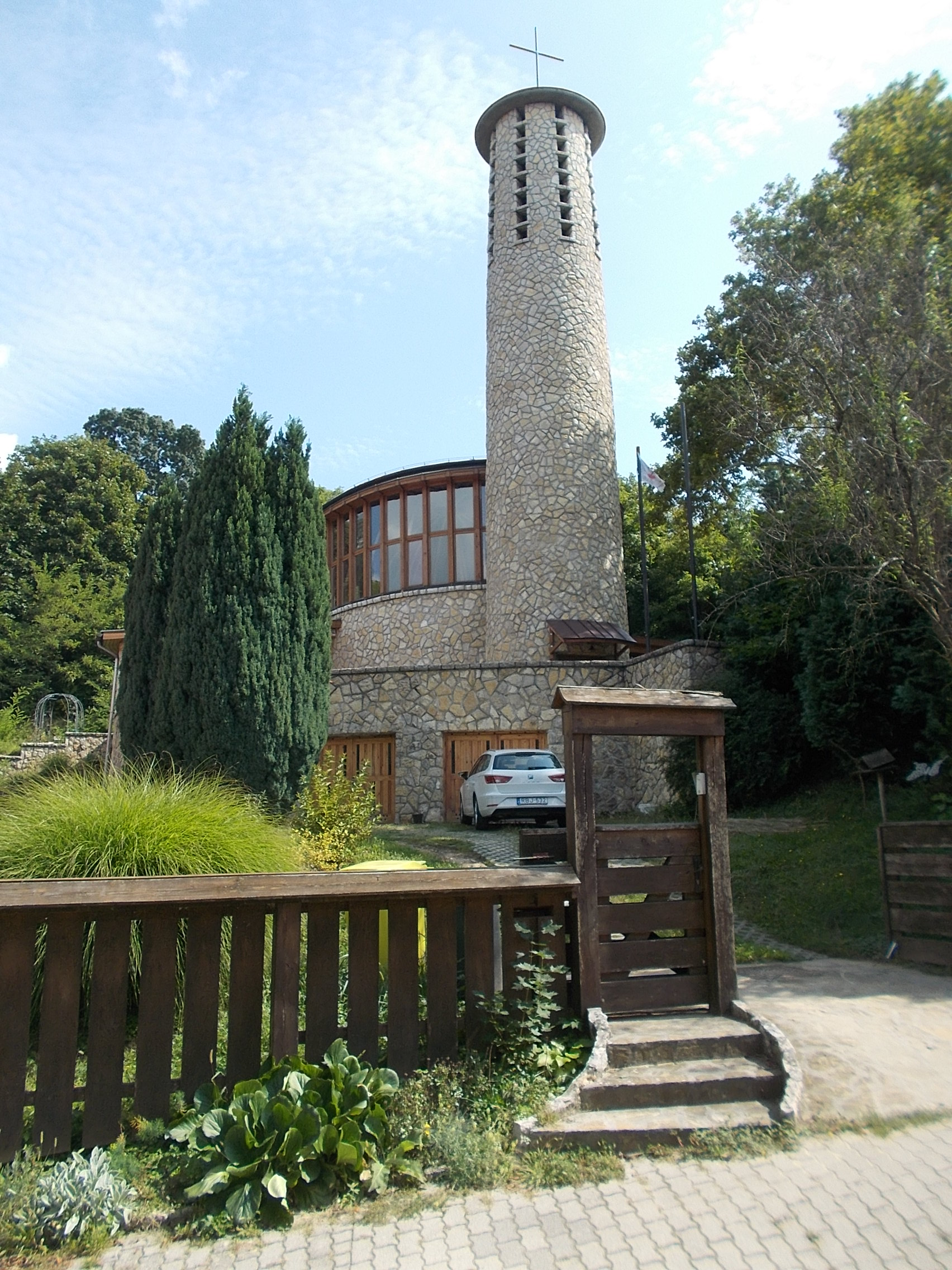
Gesamtansicht
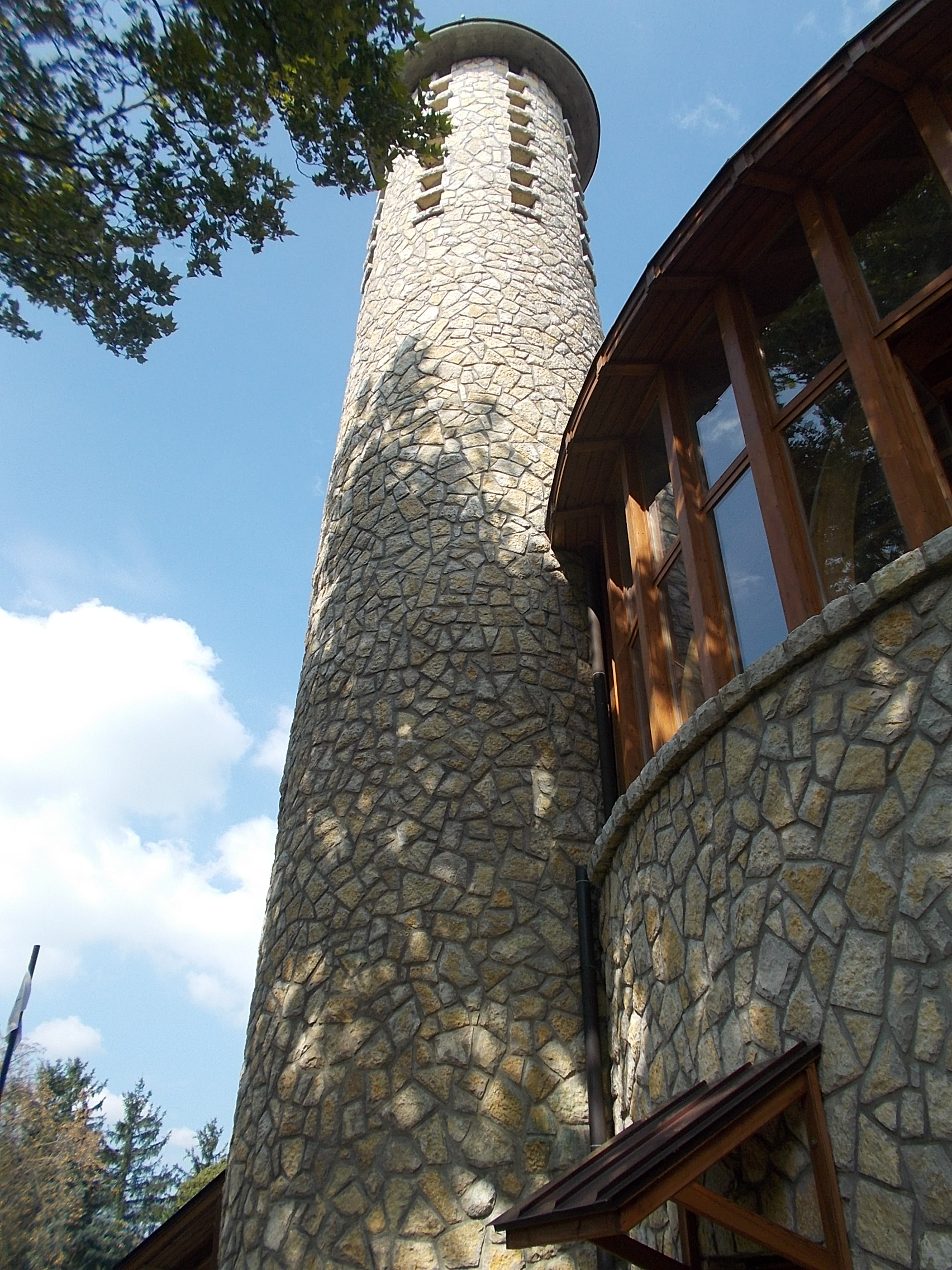
Turm
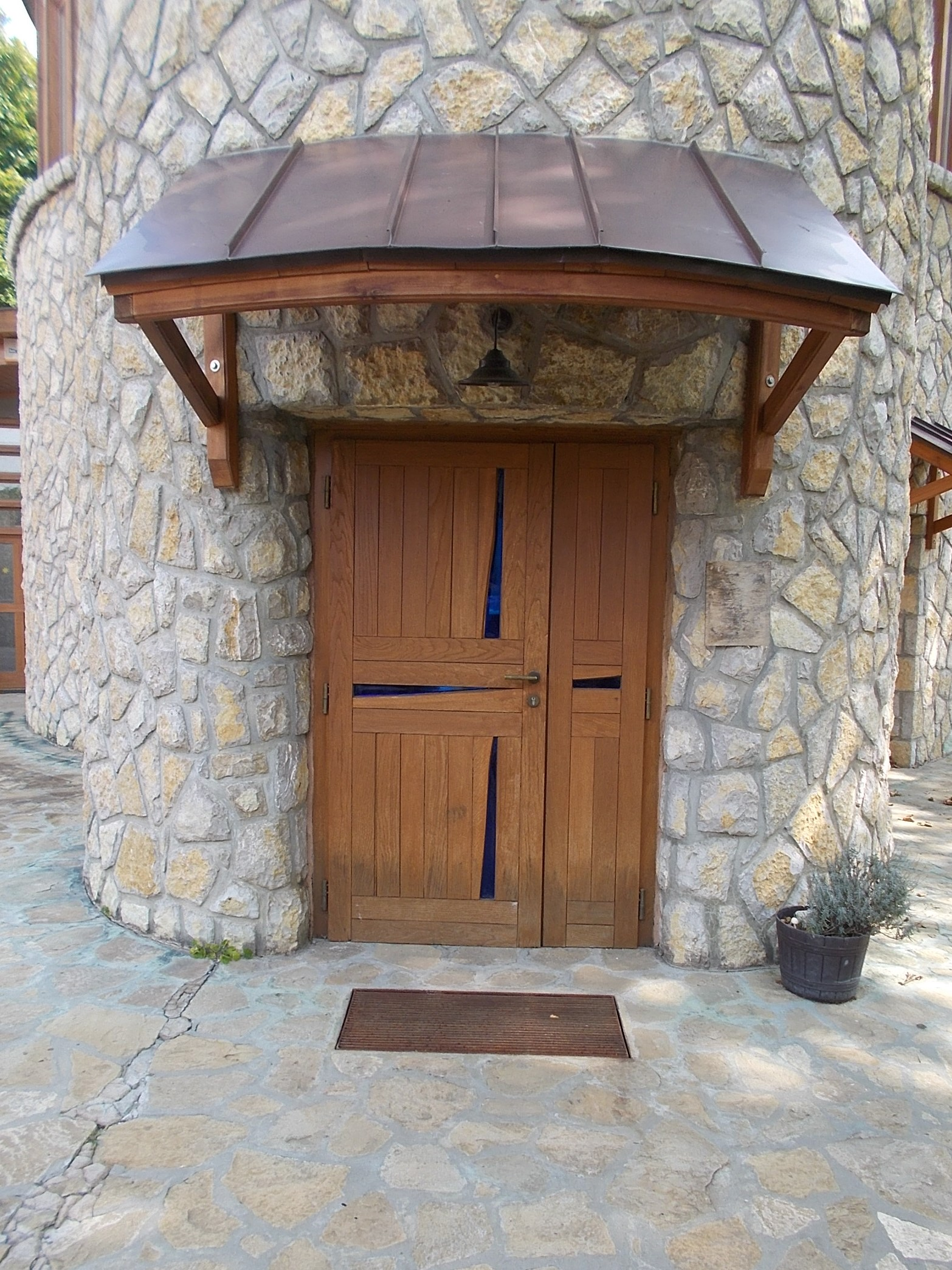
Haupteingang
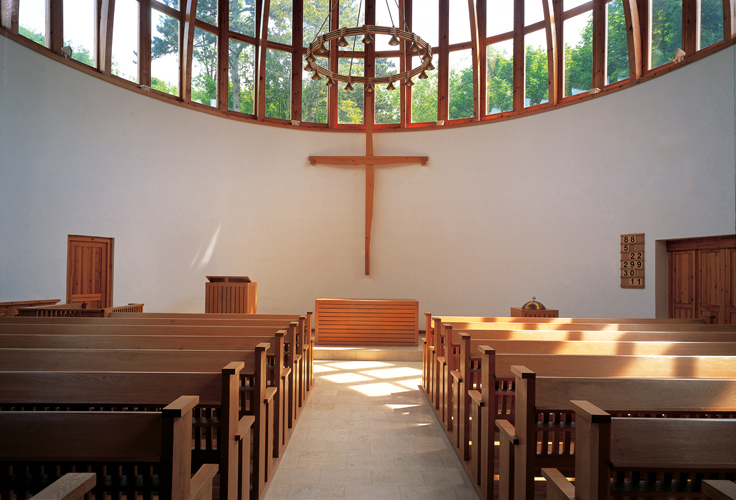
Innenraum
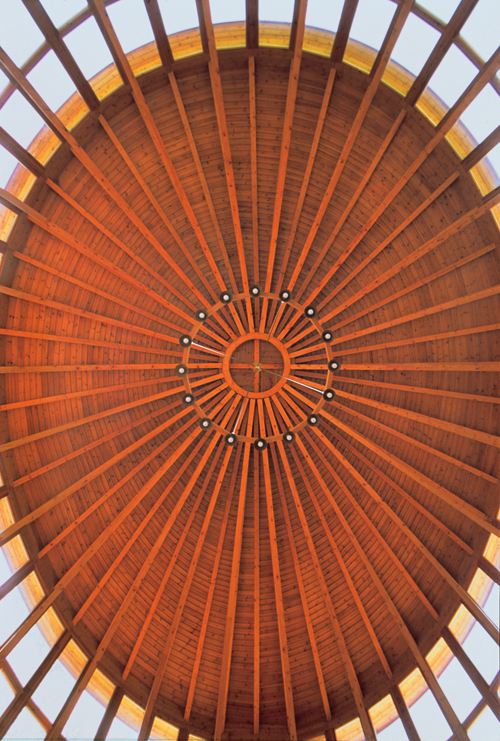
Kuppel
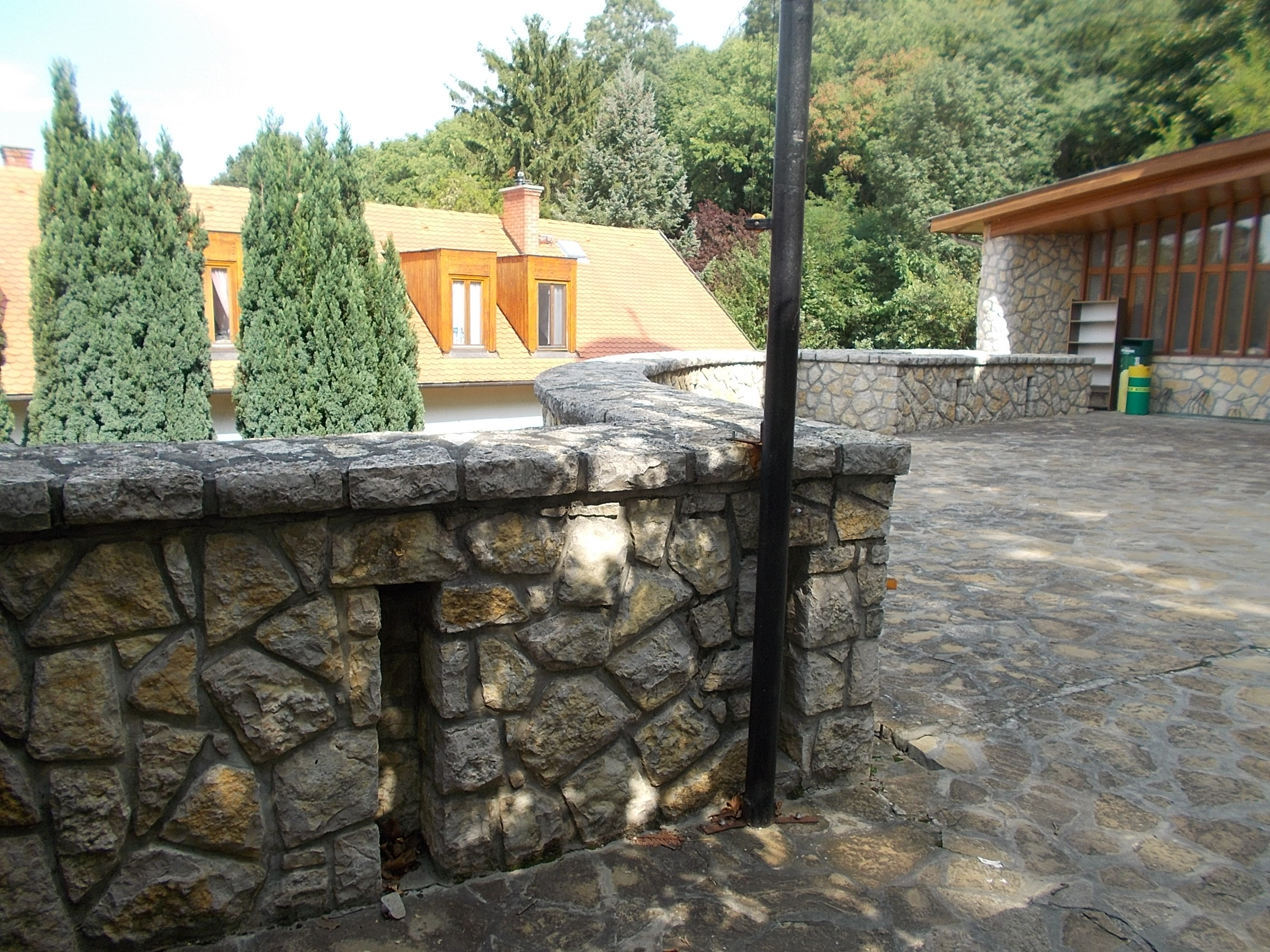
Aussichtsplattform